# Condado de Cannon
El condado de Bedford (en inglés: Cannon County, Tennessee), fundado en 1836, es uno de los 95 condados del estado estadounidense de Tennessee. En el año 2000 tenía una población de 12.826 habitantes con una densidad poblacional de 19 personas por km². La sede del condado es Woodbury.

## Geografía
Según la Oficina del Censo, el condado tiene un área total de 688 km² (265,6 mi²), de la cual 688 km² (265,6 mi²) es tierra y 0 km² (0 mi²) es agua.

### Condados adyacentes
- Condado de DeKalb noreste
- Condado de Warren este
- Condado de Coffee sur
- Condado de Rutherford oeste
- Condado de Wilson noroeste

## Demografía
En el 2000 la renta per cápita promedia del condado era de $32,809, y el ingreso promedio para una familia era de $38,424. El ingreso per cápita para el condado era de $16,405. En 2000 los hombres tenían un ingreso per cápita de $28,659 contra $21,489 para las mujeres. Alrededor del 12.80% de la población estaba bajo el umbral de pobreza nacional.

## Origen del nombre
El condado fue nombrado para el ex gobernador de Tennessee, Newton Cannon.

## Lugares

### Ciudades y pueblos
- Auburntown
- Woodbury